# El Bosque, El Bosque
El Bosque är en ort i Mexiko.   Den ligger i kommunen El Bosque och delstaten Chiapas, i den sydöstra delen av landet, 700 km öster om huvudstaden Mexico City. El Bosque ligger 1 082 meter över havet och antalet invånare är 4 158.
Terrängen runt El Bosque är kuperad åt nordväst, men åt sydost är den bergig. Runt El Bosque är det ganska glesbefolkat, med 45 invånare per kvadratkilometer. Närmaste större samhälle är Simojovel de Allende, 8,6 km norr om El Bosque. I omgivningarna runt El Bosque växer huvudsakligen savannskog.